# پلتیر (کارولینای شمالی)
پلتیر (به انگلیسی: Peletier) شهری در ایالت کارولینای شمالی کشور ایالات متحده آمریکا است که جمعیت آن در سرشماری سال ۲۰۱۰ میلادی، ۶۴۴ نفر بوده‌است.